# Aretha Teckentrup
Aretha Leonore Teckentrup est une mathématicienne britannique, spécialiste de science des données et d'analyse numérique connue pour ses recherches sur le calcul d'incertitude et les méthodes de Monte Carlo multiniveaux (en) pour les résolutions numériques d'équations différentielles partielles (en). Elle est maître de conférences en mathématiques des data sciences à l'université d'Édimbourg.

## Formation et carrière
Teckentrup est étudiante en mathématiques à l'université de Bath à partir de 2005. Elle y a obtenu une maîtrise en 2009 et a terminé son doctorat en 2013. Sa thèse, intitulée Multilevel Monte Carlo methods and Uncertainty Quantification (Méthodes multiniveaux de Monte Carlo et quantification de l'incertitude), a été supervisée par Robert Scheichl.
Après des recherches postdoctorales avec Max Gunzburger à l'université d'État de Floride de 2013 à 2014 et avec Andrew M. Stuart à l'université de Warwick de 2014 à 2016, elle devient maître de conférences à l'université d'Édimbourg en 2016.

## Prix et distinctions
Teckentrup a remporté la deuxième place du prix Leslie Fox pour l'analyse numérique en 2017. En 2018, elle est devenue la première lauréate du prix SIAG / Uncertainty Quantification Early Career Prize de la Society for Industrial and Applied Mathematics Activity Group on Uncertainty Quantification. Elle était l'une des lauréates 2021 du prix Whitehead de la London Mathematical Society.